# Scholes, South Yorkshire
Scholes är en by i South Yorkshire, England. Den ligger omkring fem kilometer söder om Rotherham.